# Diplolaemus leopardinus
Diplolaemus leopardinus är en ödleart som beskrevs av  Werner 1898. Diplolaemus leopardinus ingår i släktet Diplolaemus och familjen Polychrotidae. Inga underarter finns listade i Catalogue of Life.